# Nicolas Nadji Bab
Nicolas Nadji Bab (né le 2 septembre 1969 à Béré) est un évêque catholique tchadien, évêque de Laï depuis 2019.

## Biographie
Nicolas Nadji Bab est né le 2 septembre 1969 à Béré, au Tchad. Il étudie la philosophie et la théologie au grand séminaire Saint Luc de Bakara/N'Djaména. Il est ordonné prêtre le 11 mai 2002 et incardiné dans le diocèse de Laï.
Après son ordination, il occupe différentes fonctions. De 2002 à 2008, il est curé de la paroisse Saint François d'Assise à Baktchoro et entre 2008 et 2009 il est curé de la cathédrale Sainte Famille de Laï.
En 2009 il part faire des études en Espagne. Puis à partir de 2010, il devient directeur de la Caritas diocésaine. Entre 2010 et 2013 il occupe la fonction de curé de la cathédrale Sainte Famille de Laï. 
Nicolas Nadji Bad devient administrateur de la paroisse Nodjikwa de Ngamongo en 2014, il occupe cette fonction pendant une année avant de devenir en 2015 collaborateur à la cathédrale Sainte Famille de Laï. 
En novembre 2018, il devient administrateur diocésain de Laï.
Le 14 décembre 2019, le pape François le nomme évêque de Laï,. L'évêque de Sarh, Miguel Ángel Sebastián Martínez (de) MCCJ, l'a ordonné évêque le 23 février 2020 ; les co-consécrateurs étaient l'archevêque de N'Djaména, Edmond Jitangar, et l'évêque de Doba, Martin Waïngue Bani.